# Oldenhuis (borg)

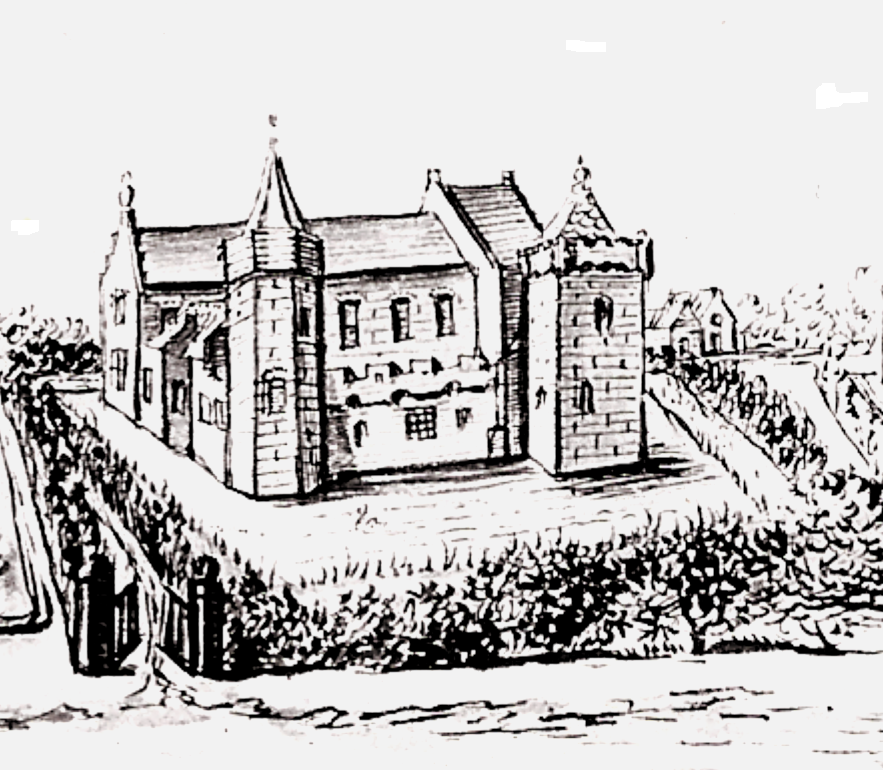
Oldenhuis op een 17e-eeuwse tekening

Oldenhuis was een borg onder Ten Post in het kerspel Wittewierum. Tegenwoordig vormt de plek onderdeel van de gemeente Groningen in de Nederlandse provincie Groningen. Tegenwoordig staat er een boerderij.
De borg stond vlak bij de borg Tuwinga en mogelijk werd Tuwinga na Oldenhuis gesticht, waarna de naam Oldenhuis in zwang kwam ter onderscheiding van Tuwinga. Volgens een legende waren er tot 1631 diepgaande ruzies tussen de borgheren van Tuwinga en Oldenhuis over met name het gebruik van de weg tussen Ten Post en Wittewierum, die soms uitmondden in geweld. Volgens een van die legendes liet de borgheer van Oldenhuis zelfs een aparte weg aanleggen naar Winneweer om Tuwinga niet te hoeven passeren. Volgens Vinhuizen werd deze weg daarom in volksmond 'Spiekerweg' genoemd. 'Spiekeren' zou daarbij volgens Vinhuizen verwijzen naar 'steken onder water' (tussen beide borgheren). Van enige ruzies tussen beide borgheren of een 'Spiekerweg' zijn echter geen historische bewijzen overgeleverd en het is onduidelijk of een dergelijke weg heeft bestaan.

## Geschiedenis
De eerste persoon die in verband met de borg wordt genoemd is Dutmer (ook Ditmaer of Dutmar) Johan Rengers in een oorkonde uit 1411. Hij was vanaf 1413 burgemeester van Groningen. Zijn zoon Johan Ditmaers Rengers wordt in 1454 "ten Oldenhues" genoemd, wat erop wijst dat de borg toen al een flinke tijd bestaan moet hebben. In 1469, na de dood van Dutmer Johan Rengers werd de boedelscheiding geregeld, waarbij niet Johan, maar Focko Ditmars Rengers (onder andere) Oldenhuis kreeg. Johan kreeg het Huis te Scharmer en broer Egbert kreeg Tuwinga. Na de dood van Focko erfde zijn zoon Dutmer (Ditmaer) Rengers Oldenhuis. Het huis lijkt betrokken te zijn geweest in de Gelderse Oorlogen (Saksische Vete), want in 1527 wonen Dutmer en zijn vrouw in Steenwijk. Daarvoor had Dutmer in 1512 Oldenhuis verkocht aan zijn neef Johan Rengers die Tuwinga reeds bezat. De borg had toen een 'steinen heyninge, grafften en singelen'. Na Johans dood in 1539 erfde zijn zoon Sweer Rengers Oldenhuis en na zijn dood erfde diens zoon Johan Rengers toe Oldenhuis in 1558. Deze Johan stierf echter jong, waarop Johans zus Judith de borg kreeg. Judith was getrouwd met de drost van Salland, Geert van Warmelo tot Westerveld. Na haar dood werd bij een boedelscheiding in 1631 geregeld dat haar dochter Assuere en haar man Johan van Asscheberg tot Oldebokum Oldenhuis kregen. Het echtpaar verkocht Oldenhuis echter nog hetzelfde jaar aan de gebroeders Edzard Rengers en Rempt Rengers (zonen van kroniekschrijver Johan Rengers van Ten Post), die Tuwinga ook reeds in bezit hadden. Bij de borg behoorden toen enkele schathuizen, hoven en singels, kerkstoelen met legersteden, zijlrechten en collaties. In 1635 verkocht de weduwe van Rempt haar deel aan Edzard. Beide borgen waren nu weer in een hand, maar de Rengersen gaven er de voorkeur aan om te wonen op Tuwinga. Oldenhuis werd daarop verhuurd en verviel langzamerhand. Edzards zoon Egbert erfde de borg na zijn dood in 1652, gevolgd door Egberts zoon Edzard na zijn dood in 1663. Na Edzards dood in 1694 erfde zijn zoon Egbert Rengers de borg. Hij zou de borg rond 1715 op afbraak hebben verkocht. De beide schathuizen werden vervolgens vervangen door twee boerderijen; de oostelijke plaats en de westelijke plaats. De grachten en singels van de oude borg werden eind 19e eeuw verwijderd, toen de beide boerderijen werden samengevoegd tot een nieuwe boerderij. De borgplaats lag op de plek van de boerderij en het grasland ten noordwesten daarvan.